# Relaciones Georgia-Guatemala
Las relaciones Georgia-Guatemala son las relaciones internacionales entre Georgia y Guatemala. Los dos países establecieron relaciones diplomáticas entre sí el 27 de abril de 2010.

## Misiones diplomáticas
Las relaciones diplomáticas entre Georgia y Guatemala el 27 de abril de 2010. Ambos países mantienen embajadas concurrentes para sus relaciones bilaterales. Georgia mantiene su misión diplomática para Guatemala desde su embajada en México; Guatemala mantiene su misión diplomática para Georgia desde su embajada en Turquía. Guatemala y Georgia mantienen una relación bilateral estable y firme.
El 14 de enero de 2012, el primer ministro de Georgia Nika Gilauri y su esposa Marine Shamugia llegaron a Guatemala para asistir a la toma de posesión del presidente Otto Pérez Molina y la vicepresidenta Roxana Baldetti, en las que sostuvo una relación bilateral con el presidente saliente Álvaro Colom y el presidente entrante Otto Pérez Molina. Es la primera vez que un alto funcionario de Georgia hace una visita a Guatemala.
En 2019, durante la Asamblea General de la Organización de las Naciones Unidas, la presidenta de Georgia Salomé Zurabishvili se reunió con el presidente de Guatemala Jimmy Morales, siendo la primera reunión entre los jefes de Estado de ambas naciones.

## Visitas de Estado

### Guatemala
Ninguna

### Georgia
- Primer ministro Nika Gilauri (2012)

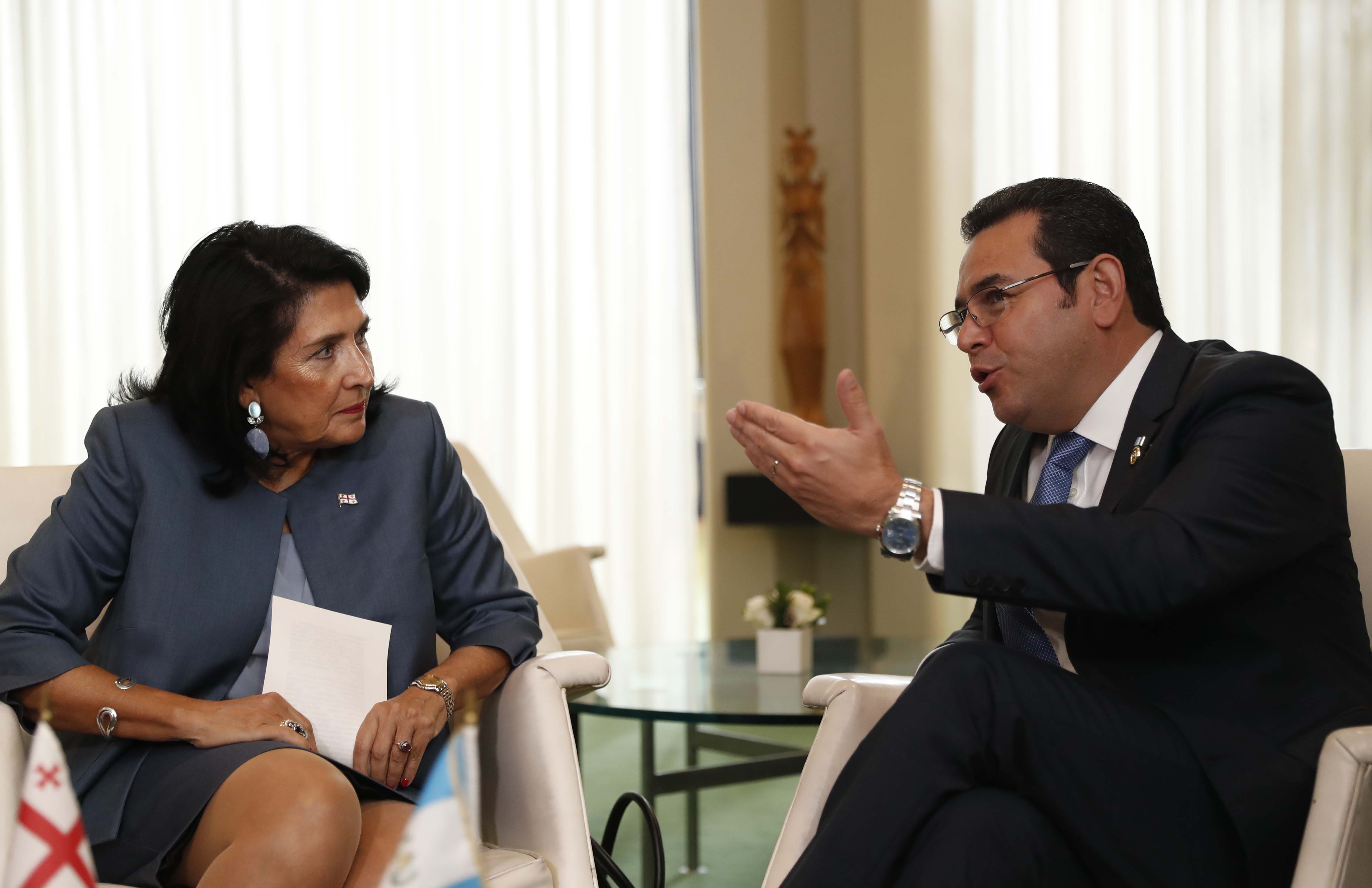
El presidente de Guatemala Jimmy Morales reunido con la presidenta de Georgia Salomé Zurabishvili en 2019.